# 10 000 mètres féminin aux championnats du monde d'athlétisme 2005
Navigation
Paris 2003 Osaka 2007
L'épreuve du 10 000 mètres féminin des championnats du monde d'athlétisme 2005 s'est déroulée le 6 août 2005 dans le Stade olympique d'Helsinki, en Finlande. Elle est remportée par l'Éthiopienne Tirunesh Dibaba.

## Résultats

### Finale
| Rang               | Athlète                 | Pays             | Temps    | Notes |
| ------------------ | ----------------------- | ---------------- | -------- | ----- |
| Médaille d'or      | Tirunesh Dibaba         | Éthiopie         | 30:24.02 |       |
| Médaille d'argent  | Berhane Adere           | Éthiopie         | 30:25.41 | SB    |
| Médaille de bronze | Ejegayehu Dibaba        | Éthiopie         | 30:26.00 |       |
| 4                  | Xing Huina              | Chine            | 30:27.18 | SB    |
| 5                  | Edith Masai             | Kenya            | 30:30.26 | NR    |
| 6                  | Werknesh Kidane         | Éthiopie         | 30:32.47 |       |
| 7                  | Sun Yingjie             | Chine            | 30:33.53 | SB    |
| 8                  | Galina Bogomolova       | Russie           | 30:33.75 | SB    |
| 9                  | Paula Radcliffe         | Royaume-Uni      | 30:42.75 | SB    |
| 10                 | Irene Kwambai Kipchumba | Kenya            | 30:55.80 |       |
| 11                 | Kayoko Fukushi          | Japon            | 31:03.75 | SB    |
| 12                 | Jeļena Prokopčuka       | Lettonie         | 31:04.55 | SB    |
| 13                 | Alla Zhilyaeva          | Russie           | 31:17.97 | SB    |
| 14                 | Katie McGregor          | États-Unis       | 31:21.20 | PB    |
| 15                 | Kimberley Smith         | Nouvelle-Zélande | 31:24.29 | SB    |
| 16                 | Jennifer Rhines         | États-Unis       | 31:26.66 | PB    |
| 17                 | Sabrina Mockenhaupt     | Allemagne        | 31:28.21 | SB    |
| 18                 | Hitomi Miyai            | Japon            | 31:43.74 | SB    |
| 19                 | Benita Johnson          | Australie        | 31:55.15 | SB    |
| 20                 | Alena Samokhvalova      | Russie           | 31:57.85 | SB    |
| 21                 | Hiromi Ominami          | Japon            | 32:02.38 | SB    |
| 22                 | Blake Russell           | États-Unis       | 32:07.00 | SB    |
| 23                 | Mihaela Botezan         | Roumanie         | 32:28.29 | SB    |
| 24                 | Dulce María Rodríguez   | Mexique          | 33:04.73 | SB    |
| —                  | Marie Davenport         | Irlande          | DNF      |       |
| —                  | Kathy Butler            | Royaume-Uni      | DNF      |       |
| —                  | Alice Timbilil          | Kenya            | DNS      |       |

## Légende
Records et Performances
- AR : Record continental (area record)
- CR : Record des championnats (championship record)
- MR : Record du meeting (meet record)
- NR : Record national (national record)
- OR : Record olympique (olympic record)
- PR : Record paralympique (paralympic record)
- PB : Record personnel (personal best)
- SB : Meilleure performance personnelle de la saison (season's best)
- WL : Meilleure performance mondiale de l'année (world leader)
- WJR : Record du monde junior (world junior record)
- WR : Record du monde (world record)

Circonstances et Conditions
- DNF : N'a pas terminé (did not finish)
- DNS : N'a pas pris le départ (did not start)
- DQ : Disqualification (disqualification)
- NM : Aucun essai valable enregistré (No Mark)
- Q : Qualifié « directement » au prochain tour (ou à la prochaine compétition), lors d'une compétition majeure, grâce au classement ou à la réalisation des minima (automatic qualifier)
- q : Qualifié au prochain tour (ou à la prochaine compétition), lors d'une compétition majeure, grâce au repêchage ou à la réalisation de l'une des meilleures performances parmi celles des « non qualifiés directement » (grâce au meilleur temps ou à la meilleure distance par exemple) (secondary qualifier)